# Giuseppe Mazzuoli
Pour les articles homonymes, voir Giuseppe Mazzuoli (homonymie).

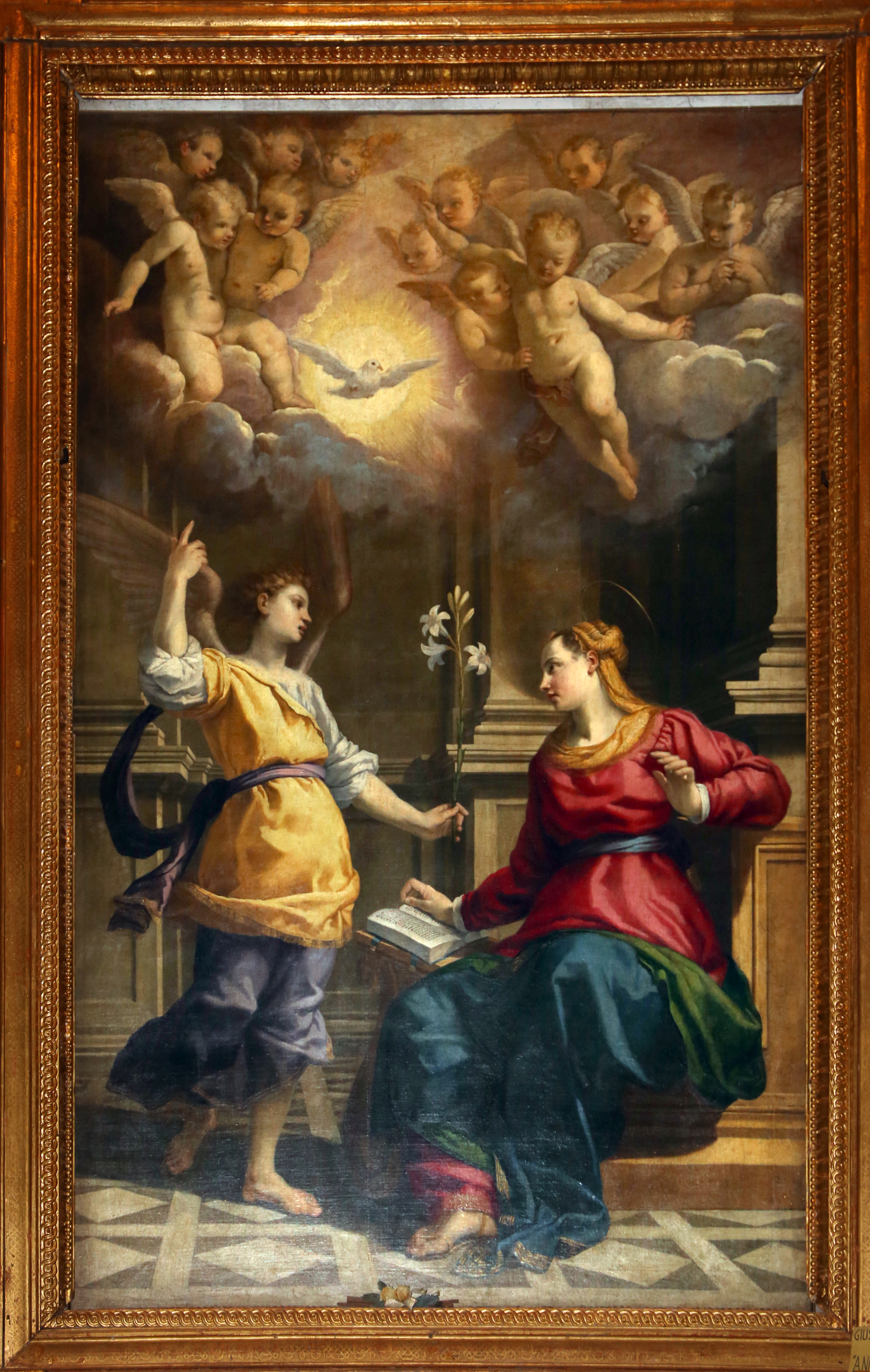
Annonciation

Giuseppe Mazzuoli dit il Bastaruolo ou il Bastarolo (c. 1536 - 9 novembre 1589) est un peintre italien maniériste qui a été actif à la cour d'Alphonse II d'Este à Ferrare.

## Biographie
Giuseppe Mazzuoli a été l'élève de Dosso Dossi.
Il a fini le plafond de l'église du Gesu à Ferrare, travail commencé par Giovanni Francesco Surchi.
Carlo Bononi a été son élève.
Son frère Giovanni l'a souvent assisté, comme pour le  monumental maître-autel de la Chiesa di San Martino (Sienne).

## Sources
- (en) Cet article est partiellement ou en totalité issu de l’article de Wikipédia en anglais intitulé « Giuseppe Mazzuoli (c. 1536 – 1589) » (voir la liste des auteurs).